# Cadillac Man
Pour plus de détails, voir Fiche technique et Distribution.
Cadillac Man est une comédie américaine de Roger Donaldson sortie en 1990.

## Synopsis
Vendeur de voitures d'occasion dans une concession automobile du Queens, Joey O'Brien connaît une vie mouvementée : il doit rapidement rembourser sa dette auprès d'un mafieux, tandis que son ex-épouse, Tina, lui demande une pension alimentaire et se trouve également inquiète que leur fille adolescente ait découché de chez elle, ne donnant pas de nouvelles. Il entretient en même temps une liaison avec Joy et Lilla, la première est mariée à un homme riche, alors que la seconde tente de percer comme styliste. La situation de Joey ne serait pas compliquée quand il apprend qu'il doit vendre un quota de voitures sous peine d'être renvoyé.
Lors d'une grande vente à la concession, qui se révèle être le date limite pour Joey pour sauver sa place, un homme à moto débarque dans l'établissement, armé d'un AK-47. Il prend en otage les employés, dont Joey, et certains clients, parmi lesquels Joy et son mari. Le forcené, Larry, se révèle être le mari de Donna, secrétaire dans la concession et, jaloux et colérique, pense que celle-ci le trompe avec l'un des employés. Sachant que son collègue, Little Jack, également fils de son patron, couche avec elle, Joey tente de désamorcer la situation en mentant et se faire passer pour l'amant de Donna. Parallèlement, la police débarque et tente de négocier avec le preneur d'otages.
Voyant que Larry panique, Joey, grâce à son bagout, tente de l'aider, en lui demandant de libérer les otages, ce qu'il accepte, puis après moult péripéties, parvient à le convaincre de se rendre sans effusion de sang. Ne sachant pas que l'arme de Larry n'est plus chargée, la police tire sur le forcené et le maîtrise, tandis que Joey, libéré, promet de l'aider, tout en lui avouant qu'il n'est pas l'amant de Donna.
Pour Joey, cet événement a des effets bénéfiques pour lui : il conserve son emploi, ses maîtresses le quittent, le mafieux – dont le fils, qui travaille à la concession, faisait partie des otages – efface sa dette, sa fille réapparaît et surtout il se réconcilie avec Tina.

## Fiche technique
- Titre français et original : Cadillac Man
- Réalisation : Roger Donaldson
- Scénario : Ken Friedman
- Directeur de la photographie : David Gribble
- Direction artistique : Patricia Woodbridge
- Décors : Gene Rudolf, Justin Scoppa Jr. (décors de plateau)
- Costumes : Deborah Kramer
- Distribution des rôles : David Rubin
- Montage : Richard Francis-Bruce
- Musique : J. Peter Robinson
- Production : Roger Donaldson et Charles Roven, Ted Kurdyla (production associée)
- Société de production : Orion Pictures
- Société de distribution : Orion Pictures (États-Unis), 20th Century Fox (France)
- Format : couleur – 1,85:1 – 35 mm — son Dolby SR
- Pays :  États-Unis
- Genre : comédie
- Durée : 97 minutes
- Dates de sortie :
  - États-Unis : 18 mai 1990
  - France : 8 août 1990

## Distribution
- Robin Williams (VF : Patrick Floersheim) : Joey O'Brien
- Tim Robbins (VF : Jean-Philippe Puymartin) : Larry
- Pamela Reed (VF : Béatrice Delfe) : Tina
- Annabella Sciorra (VF : Françoise Dasque) : Donna
- Paul Guilfoyle (VF : Bernard Alane) : Little Jack Turgeon
- Fran Drescher (VF : Marie Vincent) : Joy Munchack
- Zack Norman (VF : Henri Courseaux) : Harry Munchack
- Lori Petty (VF : Laurence Crouzet) : Lila
- Anthony Powers : Le capitaine Mason
- Judith Hoag (VF : Caroline Beaune) : Molly
- Eddie Jones (VF : René Morard) : Benny
- Bill Nelson (VF : Edmond Bernard) : Big Jack Turgeon
- Paul J.Q. Lee : Henry
- Richard Panebianco : Frankie Dipino
- Lauren Tom : Helen
- Mimi Cecchini (VF : Jacqueline Porel) : Ma
- Paul Herman : Tony Dipino
- Boris Leskin : l'homme soviétique
- Elzbieta Czyzewska (VF : Jacqueline Cohen) : la femme soviétique
- Elaine Stritch : la veuve
- Kim Chan (en) : le patron du restaurant chinois
- Tristine Skyler : Lisa O'Brien

## Production
Al Pacino est le premier choix pour le rôle de Joey. Après son refus, Michael Keaton et Danny DeVito sont envisagés. Le rôle revient finalement à Robin Williams.
Le tournage a lieu à Brooklyn et dans le Queens (notamment Maspeth, Long Island City).

## Accueil
Cadillac Man a rencontré un accueil critique mitigé avec 55% d'avis positifs sur le site Rotten Tomatoes, pour 11 commentaires collectés et une moyenne de 5,4⁄10.
Côté box-office, c'est également mitigé. Il n'engrange que 27 627 310 $ de recettes sur le territoire américain et 39 927 310 $ dans le monde,, pour un budget estimé à 15 millions de $. En France, il totalise 163 736 entrées.